# Felicity Huffman
Pour les articles homonymes, voir Huffman.
Felicity Kendall Huffman, née le 9 décembre 1962 à Bedford (État de New York), est une actrice américaine.
Elle commence sa carrière d'actrice par le théâtre et apparaît dans de nombreux seconds rôles dans les années 1990, à la télévision et au cinéma. Elle est révélée au grand public pour son interprétation de Lynette Scavo dans la série télévisée Desperate Housewives de 2004 à 2012. Ce rôle lui permet de remporter l'Emmy Awards de la meilleure actrice, trois Screen Actors Guild Awards mais aussi trois nominations consécutives au Golden Globe de la meilleure actrice dans une série télévisée musicale ou comique.
Au cinéma, elle confirme grâce au drame Transamerica, qui lui permet, entre autres, d'être nommée pour l'Oscar de la meilleure actrice et de remporter le Golden Globe, l'Independent Spirit Award, le Satellite Awards mais aussi le Online Film Critics Society ainsi que le Phoenix Film Critics Society de la meilleure actrice.
Elle soigne son retour à la télévision, en intégrant la distribution de la série d'anthologie American Crime, pour laquelle elle reçoit de nouveau les éloges de la critique et une nouvelle vague de nominations et récompenses.

## Biographie

### Enfance et formation
Née dans une famille aisée, elle est la fille de Grace Valle (née Ewing) et de Moore Peters Huffman (1910-1987), un banquier et associé de Morgan Stanley,. Ses parents divorcent un an après sa naissance. Elle a surtout été élevée par sa mère. Elle a six sœurs, Mariah, Betsy, Grace, Isabel, Jessie, Jane (1949-2013) et un frère, Moore Jr.
Dans les années 1970, sa mère décide de quitter New York pour s'installer dans le Colorado à Snowmass Village. Elle y passe une grande partie de son enfance.
Elle a des origines allemande, anglaise, écossaise-irlandaise et canadienne-française.
Elle est inscrite à l'école Putney, une école secondaire au Vermont. Attirée depuis son plus jeune âge par le métier d'actrice, elle fait ses débuts de comédienne en 1978, à l'âge de 16 ans dans un épisode de la série télévisée ABC Afterschool Special puis se consacre ensuite à ses études. Elle entre alors à la Tisch School of the Arts de New York où elle décroche un diplôme. Puis elle s’inscrit à la Royal Academy of Dramatic Art à Londres.

## Carrière

### Les débuts: Théâtre et comédies musicales
Entre 1980 et 1990, elle fait ses armes en intervenant dans de nombreuses productions théâtrales mineures. Elle revient à la télévision en 1988 dans la série Lip Service, réalisée alors par l'acteur William H. Macy, qui devient par la suite son mari. La même année, elle tourne dans son premier film, Parrain d'un jour, sous la direction de David Mamet, dans un rôle mineur. Un réalisateur avec qui elle collabore à plusieurs reprises tout au long de sa carrière. Toujours en 1988, elle remplace Madonna dans la pièce Speed-the-Plow.
Elle enchaîne ensuite les pièces de théâtre et comédies musicales, comme avec Boys' Life (1988); Bobby Gould in Hell (1989) et Grotesque Love Songs (1990). Felicity Huffman et l'ensemble de la distribution de Boys'Life sont d'ailleurs nommés pour un Drama Desk Awards de la meilleure interprétation d'ensemble.

### Seconds rôles et premiers succès
En 1991, elle joue sous la direction de Barbet Schroeder dans Le Mystère von Bülow, une production saluée par la critique et récompensée lors de cérémonies de remises de prix. Cette même année, elle apparaît dans la prestigieuse mini-série créée par Stephen King, Contretemps avec Keith Szarabajka et Frances Sternhagen.
En 1992, elle joue dans le thriller remarqué Quicksand: No Escape, avec Donald Sutherland et qui marque les débuts de l'actrice Kaley Cuoco. Entre-temps, elle enchaîne les interventions à la télévision, le temps d'un épisode, dans les séries Raven, New York, police judiciaire et X-Files : Aux frontières du réel. Elle continue de se produire sur scène et rejoint notamment la troupe de la pièce Shaker Heights à New York.
En 1994, elle est remplacée par l'actrice Diane Venora dans la comédie Une rue du tonnerre.
En 1995, grâce à son interprétation dans la pièce The Cryptogram, Huffman remporte le Obie Awards de la meilleure actrice. La même année, elle décroche un petit rôle dans le thriller Hackers avec Angelina Jolie et Jonny Lee Miller.
Elle revient au cinéma en 1997 dans l'acclamé La Prisonnière espagnole de David Mamet. Deux ans plus tard, elle joue les seconds rôles aux côtés de son mari dans le film de Paul Thomas Anderson, Magnolia, plébiscite critique et lauréat de nombreux titres.
Côté théâtre, elle joue en 1999, dans la première pièce de David Mamet, Boston Mariage, sur la relation entre deux femmes. Une prestation saluée à nouveau par la profession.
Entre 1998 et 2000, elle obtient son premier rôle régulier pour la série télévisée Sports Night. La série narre les coulisses de l'émission « Sports Night », du stress qui précède le direct, de l'effervescence procurée par l'émission et des stratégies mises en place pour faire de l'émission suivante un succès. On y suit également les histoires personnelles des présentateurs du journal, de ses créateurs, réalisateurs et producteurs ainsi que leurs difficultés professionnelles. Le show est acclamé par la critique et permet à Félicity Huffman de recevoir plusieurs prix et propositions, dont sa première nomination au Golden Globe Awards de la meilleure actrice dans une série télévisée comique.
À la fin de la série, elle donne naissance à son premier enfant et marque une brève pause de trois mois, avant d'apparaître dans la série télévisée À la Maison-Blanche.

### Révélation télévisuelle et consécration cinématographique

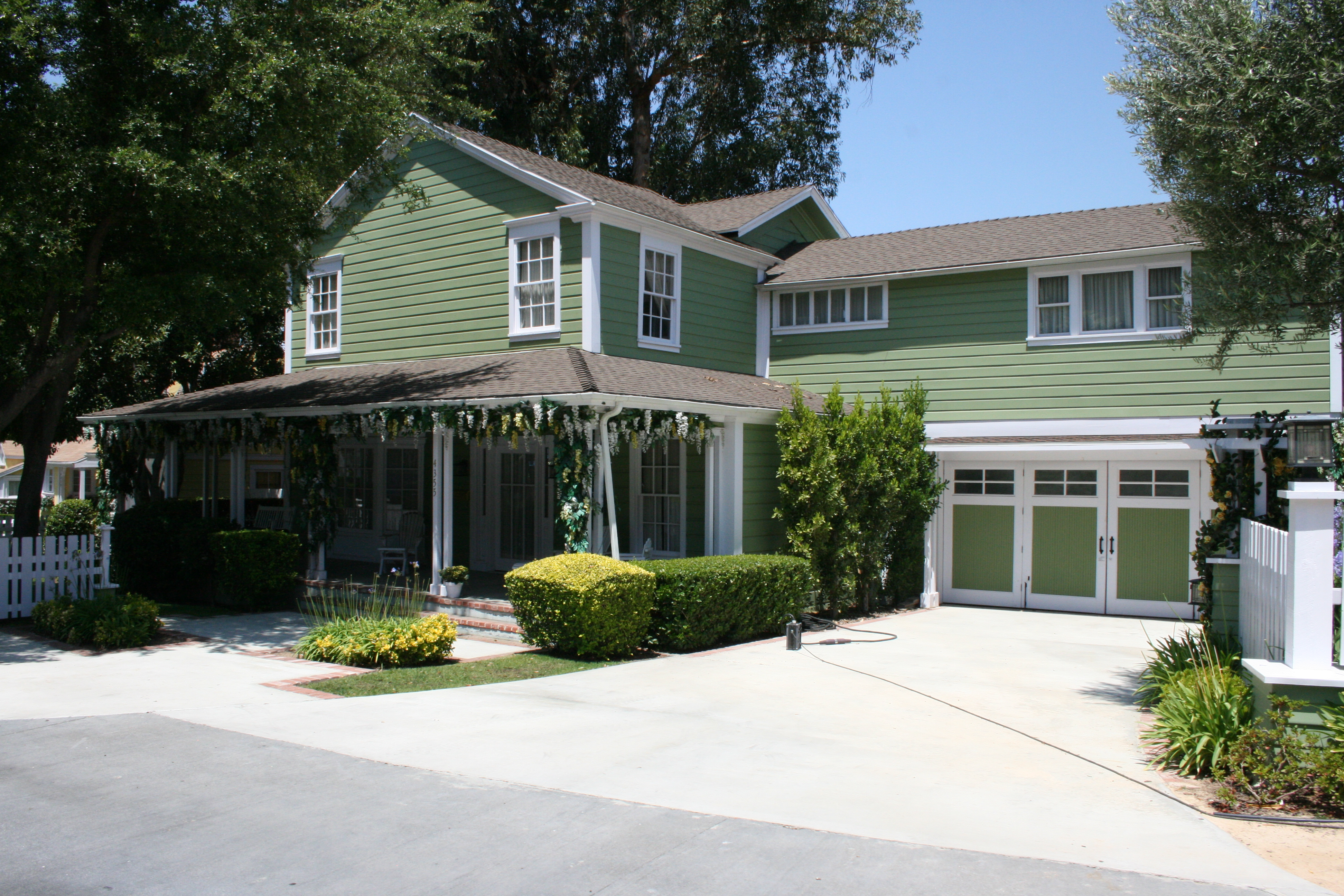
La maison du personnage Lynette Scavo, dans la série télévisée Desperate Housewives.

En 2002, elle joue Lady Bird Johnson dans le prestigieux téléfilm du réseau HBO, Sur le chemin de la guerre de John Frankenheimer et elle fait également une brève apparition dans la comédie dramatique Une question de courage avec son mari, William H. Macy en tête d'affiche et Helen Mirren. Seulement cinq mois après avoir donné naissance à sa seconde fille, elle retourne sur les plateaux de tournage pour une apparition en tant que guest, dans la série Girls Club.
Par la suite, elle est l'un des rôles principaux de la mini série Out of Order, produite par Showtime ; puis décroche un rôle récurrent pour Frasier ; au cinéma, elle incarne la sœur aînée de Kate Hudson dans la comédie Fashion Maman et joue également la meilleure amie de Jamie Lee Curtis dans Un Noël de folie !.
Souvent habituée à des productions d'art et essais, elle décroche en 2004 le rôle de Lynette Scavo, une des Desperate Housewives. Cette série rencontre un succès mondial et la propulse au rang de star. La production est nommée et récompensée à de prestigieuses cérémonies, comme les Golden Globes ou les Emmy Awards (l'équivalent des Oscars pour la télévision).

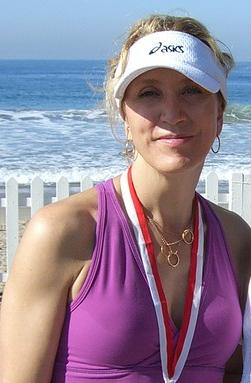
Felicity Huffman, en 2006 pour le Malibu Triathlon.

Entre 2005 et 2006, elle acquiert une reconnaissance de la part de la profession, lorsqu'elle décroche le rôle principal dans Transamerica, cette production raconte le combat de Bree, une femme trans qui doit être opérée pour une vaginoplastie, la dernière opération pour accomplir sa transition mais qui se retrouve soudainement confrontée à son fils caché ainsi que son passé. La performance de Felicity Huffman est adoubée par la critique, ce qui lui vaut le Golden Globe de la meilleure actrice dans un film dramatique et lui permet de décrocher une nomination pour l'Oscar de la meilleure actrice. Une double première pour une comédienne à la fois méconnue du grand public quelques mois auparavant et à la carrière essentiellement tournée vers la télévision. Grâce à sa prestation, Felicity décroche le titre de meilleure actrice dans de nombreuses cérémonies de remises de prix prestigieuses. Elle est doublement récompensée lors des Satellite Awards, à la fois pour son rôle d'une personne trans au cinéma et son incarnation de mère au foyer désespérée à la télévision. Elle remporte aussi l'Emmy Awards de la Meilleure actrice dans une série télévisée comique.
En 2006, nouveau doublé pour l'actrice puisque ses collègues de la série (Marcia Cross, Teri Hatcher et Eva Longoria) sont récompensées par le Screen Actors Guild Awards de la meilleure distribution et qu'elle se retrouve saluée, à titre personnel, par l'Actor de la meilleure actrice dans une série télévisée comique.
En 2007, elle est l'une des têtes d'affiche de Mère-fille, mode d'emploi, réalisée par Garry Marshall avec Jane Fonda et Lindsay Lohan. Cette comédie dramatique est élue Meilleur film lors des Prism Award 2008 et l'interprétation de Felicity est également citée par une nomination à cette même soirée.
En 2008, l’actrice joue dans le drame indépendant Phoebe in Wonderland avec Elle Fanning et Bill Pullman. Cette production retraçant la rencontre entre une jeune élève refusant toute autorité et sa professeure, aux méthodes peu conventionnelles, séduit la critique.

### Confirmation et rôles réguliers

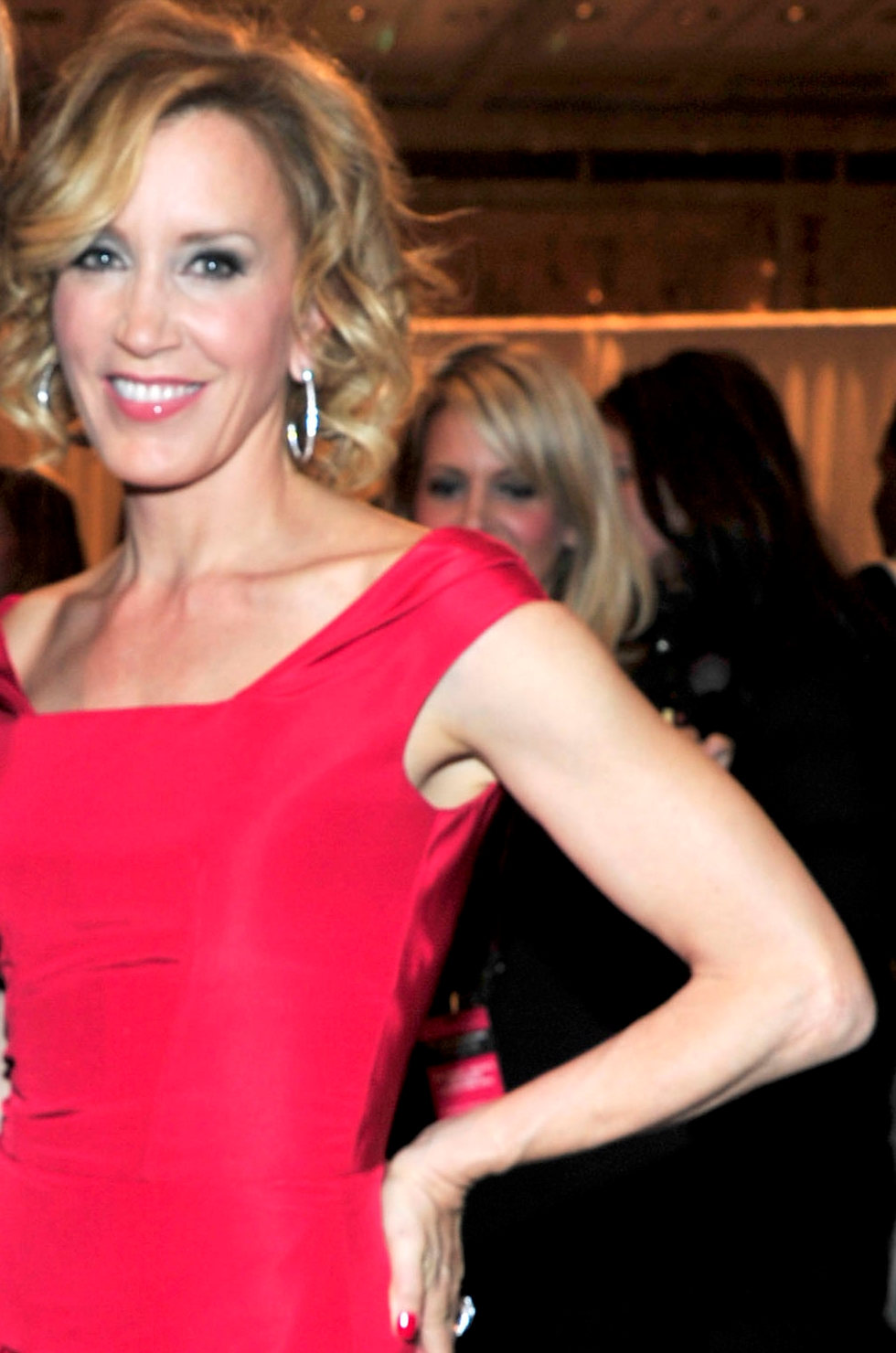
Felicity Huffman, en Oscar de la Renta, pour la campagne The Heart Truth - The Red Dress, en 2010.

En 2010, elle fait ses débuts en tant que réalisatrice pour le court métrage Lesster. Elle est obligée d'annuler sa participation au drame Le Caméléon ne pouvant se libérer du tournage prenant de la série de Marc Cherry.
Après l'arrêt de Desperate Housewives, en 2012, l'actrice explique qu'il est difficile pour le public de penser à elle autrement que par son rôle de Lynette Scavo et c'est pourquoi elle est désireuse de jouer, par la suite, des rôles distinctifs de ce personnage. Elle choisit donc de rejoindre la pièce dramatique November, qui signe ses retrouvailles avec le dramaturge David Mamet. La même année, elle apparaît dans le film indépendant Trust Me (en) de et avec Clark Gregg ainsi que Sam Rockwell et Amanda Peet.
Le 7 mars 2012, Felicity Huffman a été honorée d'une étoile sur le Hollywood Walk of Fame, en même temps que son mari, William H. Macy. Pour la cérémonie, elle était accompagnée de ses amies et co-stars de Desperate Housewives, Marcia Cross et Vanessa Williams.
Entre 2013 et 2014, elle joue dans le drame indépendant Rudderless réalisé par son mari et le film d'action Big Game de Jalmari Helander. Deux productions bien reçues par la critique et récompensées,.
En 2015, elle accompagne Jennifer Aniston dans son essai dramatique Cake et joue aux côtés de Omar Epps, Emory Cohen ainsi que son mari, William H. Macy dans le drame d'action, Stealing Cars. Elle signe à nouveau, un doublé critique gagnant, puisque le premier est cité et salué à maintes reprises, tandis que le second est élu meilleur film lors du Festival du film de Los Angeles. Elle se produit également sur scène, pour la pièce The Anarchist.
2015 est justement l'année où l'actrice choisit de retourner à la télévision, dans un rôle principal, pour la série télévisée American Crime. Il s'agit d'une série en anthologie, construite en saisons indépendantes. Cependant, on retrouve la plupart des acteurs dans chaque saison.
L'interprétation très convaincante de l'actrice lui permet de séduire à nouveau la profession, le quotidien USA Today affirme ainsi que « la performance de Felicity Huffman est une re-confirmation qu'il s'agit de l'une des meilleures actrices que nous avons ! », les critiques parlent également d'une interprétation « déchirée et surprenante ». L'ensemble du casting est vainqueur du Satellite Awards de la meilleure distribution et Felicity Huffman renoue avec les hauteurs de la critique, comme les Emmy Awards, les Golden Globes et les Screen Actors Guild Awards en y enchaînant les nominations consécutives.
Côté cinéma, elle fait confiance à son mari pour la comédie dramatique indépendante Krystal. Au casting, Rosario Dawson, Kathy Bates, le rappeur T.I. ainsi que Grant Gustin et William Fichtner.
En 2017, elle est également pressentie pour tenir le rôle-titre d'une nouvelle série développée par le réseau ABC, intitulée Libby & Malcolm, qui ne l’empêcherait pas de tenir son engagement auprès d’American Crime, mais le projet ne dépasse finalement pas le stade de pilote.
L’année suivante, elle intègre la distribution principale féminine d’une comédie de la plateforme Netflix, Nos vies après eux, mettant aussi en vedette Angela Bassett, Becki Newton et Patricia Arquette. À la télévision, elle rejoint la saison 2 de la série Get Shorty, une comédie d'action portée par le tandem Ray Romano et Chris O'Dowd, elle y incarne un agent spécial hippie.
En 2019, elle collabore avec la réalisatrice Ava DuVernay pour la mini-série Dans leur regard, Huffman y joue l'un des premiers rôles aux côtés de Joshua Jackson et Michael K. Williams. La série s'attaque à l'une des affaires judiciaires les plus compliquées des années 1980 aux U.S.A avec le viol présumé d'une joggeuse à Central Park et l'arrestation de plusieurs enfants noirs présumés coupables. Ce programme est largement plébiscité par la critique,,,,.
Elle est aussi à l'affiche du film Tammy's Always Dying  de la réalisatrice et actrice Amy Jo Johnson (Power Rangers, Felicity, Flashpoint...) qui est diffusé en septembre 2019 au festival de Toronto, tout en obtenant de nombreuses récompenses. Le film est très attendu avec un doublage français.
Après avoir fait amende honorable, en 2023, Fecility Huffman revient sur le devant de la scène, dans la saison 6 de la série à succès Good Doctor. A cette période, un spin-off de cette série intitulé The Good Lawyer était prévu avec Felicity Huffman, cependant, le projet ne verra jamais le jour à cause de la grève des scénaristes et des acteurs.
En 2024, Felicity Huffman revient sur les planches cette fois, avec la pièce de théâtre anglaise Hir de Taylor Mac au Park Theatre. Ce projet signe son grand retour. Elle y campe une mère de famille loufoque, dont le plus jeune fils, Max, souhaite transitionner. Le public est au rendez-vous et son interprétation est saluée par la critique.
A la même époque, elle intègre la série Accused. Ainsi, durant un épisode, elle campe le rôle de Lorraine Howell, une femme qui possède des dons de voyance. Son interprétation bouleversante est saluée pour la critique.
Toujours en 2024, durant 3 épisodes, elle campe le rôle du Dr Jill Gideon, brillante psychiatre et ex-femme de Jason Gideon, dans la série à succès Esprits criminels.
En 2025, elle revient à l'écran dans le téléfilm en deux parties The Thirteenth Wife Escaping Polygamy . Une fiction basée sur des faits réels et produite par Lifetime.

## Vie privée

### Vie familiale, conjugale et amicale

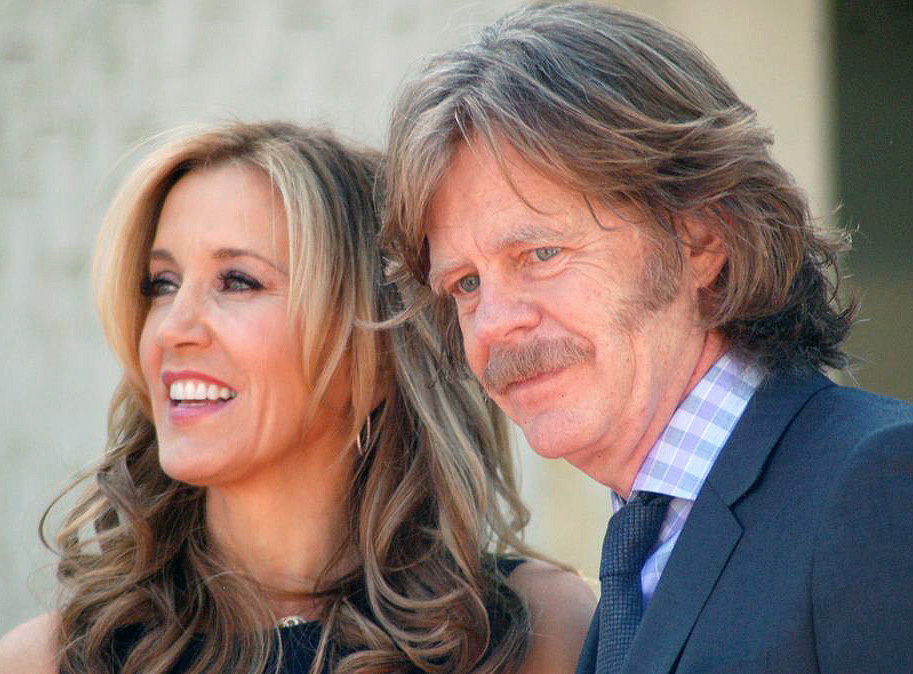
Le couple Huffman-Macy, le 07 mars 2012, lorsqu'ils reçoivent leurs étoiles sur le Walk of Fame.

Depuis 1997, elle est mariée à l'acteur William H. Macy, qui fut son professeur de théâtre, avec lequel elle a deux filles, Sophia Grace, née le 1er août 2000 et Georgia Grace, née le 14 mars 2002. Le couple travaille ensemble, à la télévision, au cinéma et sur la scène, à plusieurs reprises.
Lorsqu'elle était professeur au Atlantic Theater Company, Jessica Alba fut l'une de ses élèves.
L'actrice fait campagne pour le droit des femmes au nom de l'organisation NARAL.
En 2005, l'actrice révèle avoir souffert d'anorexie et de boulimie pendant son adolescence et dans sa vingtaine.
Elle écrit un livre, A Practical Handbook for the Boyfriend. Elle a lancé, en 2012, son site internet, What the Flicka, dédié aux femmes et aux mères de famille.

### Condamnation pour corruption
Le 12 mars 2019, elle est inculpée dans une affaire judiciaire relative à la falsification de dossiers scolaires. Elle est accusée d'avoir versé des pots-de-vin à des intermédiaires pour obtenir des places dans de prestigieuses universités pour sa fille aînée. Trente-trois autres parents, dont l'actrice Lori Loughlin sont accusés d'avoir utilisé les services de William Singer. Début avril, elle annonce avoir décidé de plaider coupable et reconnait avoir payé 15 000 $ à William Singer en décembre 2017 pour qu'il falsifie les résultats des tests d'entrée à l'université de sa fille,. Malgré ses excuses publiques, elle encourt 20 ans de prison et 250 000 $ d'amende.
Le 13 septembre 2019, l'actrice est condamnée par le juge à 14 jours d'emprisonnement ferme, une amende de 30 000 $ et une année de mise à l'épreuve comprenant 250 heures de travail d'intérêt général, soit une peine réduite par rapport aux précédentes audiences. Le 15 octobre 2019, elle débute sa peine d'emprisonnement. Le 25 octobre 2019, elle est libérée après avoir passé onze jours dans l'institution correctionnelle fédérale de Dublin en Californie.

## Théâtre
- 1982 : A Taste of Honey, Stage Theatre, New York : Joe
- 1986 : Been Taken, 18th Street Playhouse, New York : Jill
- 1988 : Speed the Plow, Royale Theatre : Karen
- 1988 : Boys' Life, Mitzi E. Newhouse Theater, New York : Maggie
- 1989 : Bobby Gould in Hell, Lincoln Center Theater
- 1990 : Grotesque Love Songs, New York
- 1994 : Shaker Heights, New York
- 1995 : Dangerous Corner, Off-Broadway production
- 1995 - 1996 : The Cryptogram, American Repertory Theatre, Cambridge, Massachusetts, Off-Brodway production : Donny
- 1997 : The Joy of Going Somewhere Definitive, Atlantic Theater Company, New York : Marie
- 1999 : Boston Marriage, American Repertory Theatre, Hasty Pudding Theatre, Cambridge, Massachusetts : Anna
- 1999 : Oh, Hell!, Lincoln Center, New York : Glenna
- 2000 : The Loop, New York
- 2000 : Jake's Women, Old Globe Theatre
- 2000 : Three Sisters, Philadelphia Festival Center
- 2012 : November (en), Mark Taper Forum
- 2015 : The Anarchist, Theater Asylum
- 2024 : Hir de Taylor Mac, Park Theatre, Angleterre

## Filmographie

### Cinéma
- 1988 : Parrain d'un jour de David Mamet : Fille de la roue de la fortune
- 1990 : Le Mystère von Bülow de Barbet Schroeder : Minnie, étudiante de l'avocat Alan Dershowitz
- 1995 : Hackers de Iain Softley : L'avocate commise d'office
- 1997 : La Prisonnière espagnole de David Mamet : Pat McCune
- 1999 : Magnolia de Paul Thomas Anderson : Cynthia
- 2003 : House Hunting de Amy Lippman : Sheila
- 2004 : Un Noël de folie ! de Joe Roth : Merry
- 2004 : Fashion Maman de Garry Marshall : Lindsay Davis
- 2005 : Transamerica de Duncan Tucker : Bree
- 2006 : Choose Your Own Adventure : The Abominable Snowman de Bob Doucette : Nima (voix)
- 2007 : Mère-fille, mode d'emploi (Georgia Rule) de Garry Marshall : Lilly
- 2008 : Phoebe in Wonderland de Daniel Barnz : Hillary Lichten
- 2010 : Lesster de Felicity Huffman : Madame Geary
- 2013 : Trust Me (en) de Clark Gregg : Agnes
- 2014 : Rudderless de William H. Macy : Emily
- 2014 : Big Game de Jalmari Helander : Directrice de la CIA
- 2015 : Stealing Cars de Bradley Kaplan : Kimberly Wyatt
- 2015 : Cake de Daniel Barnz : Annette
- 2017 : Krystal de William H. Macy : Poppy
- 2019 : Nos vies après eux (Otherhood) de Cindy Chupack : Helen Halston (également productrice exécutive)
- 2019 : Tammy's Always Dying d'Amy Jo Johnson : Tammy MacDonald (également productrice exécutive)

### Télévision

#### Téléfilms
- 1988 : Lip Service de William H. Macy : La femme au P.A
- 1992 : Quicksand: No Escape de Michael Pressman : Julianna Reinhardt
- 1992 : The Water Engine de David Mamet : La fille dans la salle de dance
- 1992 : The Heart of Justice de Bruno Barreto : Annie
- 1993 : X-Files saison 1 episode 8 “Projet arctique”
- 1996 : Harrison : Cry of the City de James Frawley : Peggy Macklin
- 1996 : Jules de Lee Shallat Chemel : Erin
- 1999 : A Slight Case of Murder de Steven Schachter : Kit Wannamaker
- 2001 : Conclusions Hâtives de Alan Metzger : Carrie Dixon
- 2001 : The Heart Department de Dean Parisot : Dr Liza Peck
- 2002 : Sur le chemin de la guerre de John Frankenheimer : Lady Bird Johnson
- 2002 : Une question de courage (Door to Door) : la mère de Joey
- 2004 : Reversible Errors de Mike Robe : Gilian Sullivan
- 2025 : The Thirteenth Wife Escaping Polygamy de Michael Nankin : Rena Chynoweth (2-episode limited series)

#### Séries télévisées
- 1978 : ABC Afterschool Special : Sara Greene (saison 7, épisode 2)
- 1991 : Contretemps (Golden Years) : Terry Spann (mini-série, 7 épisodes)
- 1992 : Raven : Sharon Prior (saison 1, épisode 4)
- 1992 : New York, police judiciaire (Law and Order) : Diane Perkins (saison 3, épisode 6)
- 1993 : X-Files : Aux frontières du réel : Dr Nancy Da Silva (saison 1, épisode 8)
- 1996 : Demain à la une : Détective Tagliati (saison 1, épisode 1)
- 1996 : Bedtime : Donna (saison 1, épisode 1)
- 1997 : New York, police judiciaire (Law and Order) : Hillary Colson (saison 7, épisode 14)
- 1997 : Chicago Hope : La Vie à tout prix : Elie Stockton (saison 3, épisode 15)
- 1998 - 2000 : Sports Night : Dana Whitaker (rôle principal - 45 épisodes)
- 2001 : À la Maison-Blanche : Ann Stark (saison 2, épisode 11)
- 2002 : Girls Club : Marcia Holden (saison 1, épisode 1)
- 2002 - 2003 : Frasier : Julia Wilcox (rôle récurrent - saison 10, épisodes 6, 23 et 24)
- 2002 - 2003 : Kim Possible : Dr Betty Director (voix, 2 épisodes)
- 2003 : Out of order : Lorna Colm (rôle principal - mini-série, 6 épisodes)
- 2004 : The D.A : Charlotte Ellis (rôle récurrent - saison 1, épisodes 2, 3 et 4)
- 2004- 2012 : Desperate Housewives : Lynette Scavo (rôle principal - 180 épisodes)
- 2015 : American Crime : Barbara "Barb" Hanlon (rôle principal - saison 1, 11 épisodes)
- 2016 : American Crime : Leslie Graham (rôle principal - saison 2, 10 épisodes)
- 2017 : American Crime : Jeanette Hesby (rôle principal - saison 3, 8 épisodes)
- 2017 : BoJack Horseman : Elle-même (voix, 2 épisodes)
- 2017 : Libby and Malcolm de Anton Cropper : Libby Wright (pilote non retenu par ABC)
- 2018 : Get Shorty : Agent Spécial Clara Dillard (rôle principal - saison 2, 10 épisodes)
- 2019 : Dans leur regard : Linda Fairstein (rôle principal - mini-série, 4 épisodes)
- 2023 : The Good Doctor : Janet Stewart (saison 6, épisode 16)
- 2024 : Accused : Lorraine Howell (saison 2, épisode 1)
- 2024 : Esprits criminels : Dr Jill Gideon (saison 17, 3 épisodes)

## Distinctions

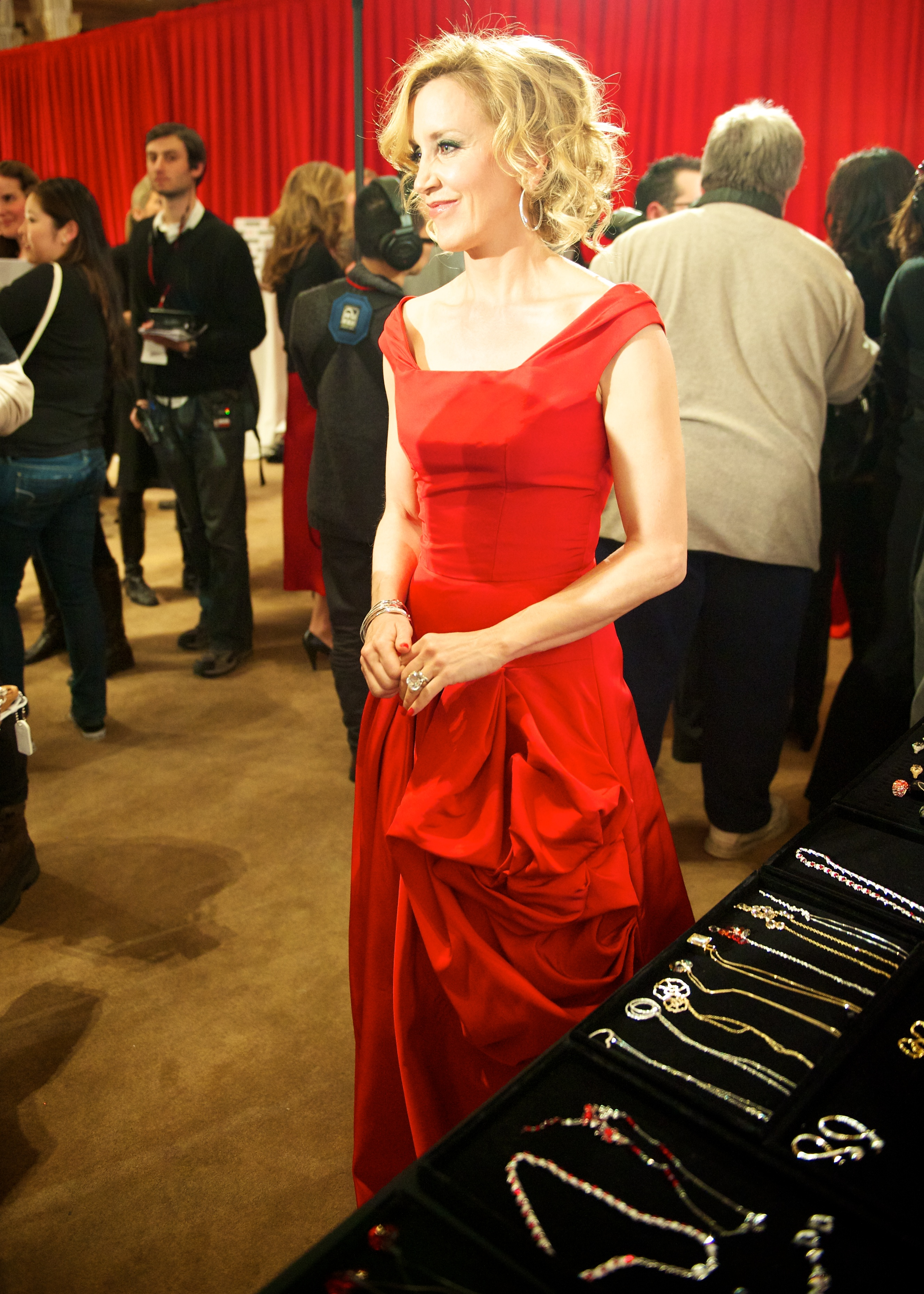
Felicity Huffman, en 2010, lors d'un défilé caritatif.

Sauf indication contraire ou complémentaire, les informations mentionnées dans cette section proviennent des bases de données IMDb et IBDb.
- Le 7 mars 2012, Felicity Huffman reçoit son étoile sur le célèbre Walk of Fame, en même temps que son mari, l'acteur William H. Macy. Cette distinction est attribuée par la Chambre de commerce de Los Angeles et honore les célébrités de l'industrie du spectacle en remerciement à leurs contributions au milieu du divertissement (cinéma, télévision, musique, radio, théâtre etc.)[17].

### Récompenses
- Obie Awards 1995 : Meilleure actrice dans une pièce pour The Cryptogram
- Online Film & Television Association 1999 :
  - Meilleure actrice dans une série télévisée comique pour Sports Night
  - Meilleure actrice dans une nouvelle série télévisée comique pour Sports Night, prix partagé avec Megan Mullally pour Will et Grace
- African-American Film Critics Association 2005 : Meilleure actrice pour Transamerica
- Awards Circuit Community Awards 2005 : Seconde place de la Meilleure actrice pour Transamerica
- Dallas-Fort Worth Film Critics Association Award 2005 : Meilleure actrice pour Transamerica
- Festival du film de Mill Valley 2005 : Meilleure actrice pour Transamerica
- San Diego Film Critics Society 2005 : Meilleure actrice pour Transamerica
- National Board of Review Awards 2005 : Meilleure actrice pour Transamerica
- Primetime Emmy Awards 2005 : Meilleure actrice dans une série télévisée comique pour Desperate Housewives
- Phoenix Film Critics Society 2005 : Meilleure actrice pour Transamerica
- Southeastern Film Critics Association 2005 : Meilleure actrice pour Transamerica
- Screen Actors Guild Awards 2005 : meilleure distribution pour une série télévisée comique pour Desperate Housewives
- Satellite Awards 2005 :
  - meilleure actrice dans une série télévisée musicale ou comique pour Desperate Housewives
  - meilleure actrice pour Transamerica
- Festival du film de Tribeca 2005 : Meilleure actrice pour Transamerica
- Austin Film Critics Association 2006 : Seconde place de la meilleure actrice pour Transamerica
- Festival international du film de Bangkok 2006 : Meilleure actrice pour Transamerica
- Festival international du film de Palm Springs 2006 : meilleure actrice pour Transamerica
- Film Independent's Spirit Awards 2006 : Meilleure actrice pour Transamerica
- Golden Globes 2006 : meilleure actrice dans un film dramatique pour Transamerica
- Gold Derby Awards 2006 : Meilleure actricepour Transamerica
- Italian Online Movie Awards 2006 : Meilleure actrice pour Transamerica
- Online Film Critics Society 2006 : Meilleure actrice pour Transamerica
- Screen Actor Guild Awards 2006 :
  - meilleure actrice dans une série télévisée comique pour Desperate Housewives
  - meilleure distribution pour une série télévisée comique pour Desperate Housewives
- Vancouver Film Critics Circle Awards 2006 : Meilleure actrice pour Transamerica
- Women's Image Network Awards 2015 : meilleure actrice dans une mini-série ou un téléfilm pour American Crime
- Satellite Awards 2016 : Meilleure distribution dans une série télévisée pour American Crime
- African-American Film Critics Association 2019 : meilleure distribution pour Dans leur regard
- Online Film & Television Association 2019 : meilleure distribution pour Dans leur regard

### Nominations
- Drama Desk Awards 1988 : Meilleure interprétation d'ensemble pour la pièce Boy's Life
- Viewers for Quality Television Awards 1999 : meilleure actrice dans une série télévisée pour Sports Night
- Screen Actors Guild Awards 2000 : Meilleure distribution dans une série télévisée comique pour Sports Night
- Viewers for Quality Television Awards 2000 : meilleure actrice dans une série télévisée pour Sports Night
- Golden Globe Awards 2000 : meilleure actrice dans une série télévisée pour Sports Night
- Online Film & Television Association 2004 : Meilleure actrice dans une série télévisée comique pour Desperate Housewives
- Satellite Awards 2004 : meilleure actrice dans une mini-série pour Out of order
- Online Film & Television Association 2005 : Meilleure actrice dans une série télévisée comique pour Desperate Housewives
- Prism Award 2005 :
  - meilleure actrice dans une série comique pour Desperate Housewives
  - meilleure actrice dans un téléfilm pour Reversible Errors
- Golden Globe 2005 : meilleure actrice dans une série comique pour Desperate Housewives
- St. Louis Film Critics Association 2005 : meilleure actrice pour Transamerica
- Screen Actors Guild Awards 2005 : Meilleure distribution dans une série télévisée comique pour Desperate Housewives
- Washington DC Area Film Critics Association 2005 : Meilleure actrice pour Transamerica
- Austin Film Critics Association 2006 : meilleure actrice dans une comédie dramatique pour Transamerica
- Critics Choice Awards 2006 : meilleure actrice pour Transamerica
- Chicago Film Critics Association Awards 2006 : meilleure actrice pour Transamerica
- Golden Globe 2006 : meilleure actrice dans une série comique pour Desperate Housewives
- International Online Cinema Awards 2006 : Meilleure actrice pour Transamerica
- Online Film & Television Association 2006 :
  - meilleure actrice pour Transamerica
  - meilleure actrice dans une série télévisée comique pour Desperate Housewives
- Online Film Critics Society Awards 2006 : meilleure actrice dans une comédie dramatique pour Transamerica
- Oscars 2006 : Meilleure actrice pour Transamerica
- Screen Actors Guild Awards 2006 : Meilleure actrice pour Transamerica
- Golden Globes 2007 : meilleure actrice dans une série comique pour Desperate Housewives
- Primetime Emmy Awards 2007 : meilleure actrice dans une série comique pour Desperate Housewives
- Online Film & Television Association 2007 : Meilleure actrice dans une série télévisée comique pour Desperate Housewives
- Satellite Awards 2007 : meilleure actrice dans une série comique pour Desperate Housewives
- Screen Actors Guild Awards 2007 :
  - Meilleure distribution dans une série télévisée comique pour Desperate Housewives
  - Meilleure actrice dans une série télévisée comique pour Desperate Housewives
- Prism Award 2008 : meilleure actrice dans une comédie dramatique pour Mère-fille, mode d'emploi
- Screen Actors Guild Awards 2008 : Meilleure distribution dans une série télévisée comique pour Desperate Housewives
- Screen Actors Guild Awards 2009 : Meilleure distribution dans une série télévisée comique pour Desperate Housewives
- Satellite Awards 2011 : meilleure actrice dans une série comique pour Desperate Housewives
- Critics' Choice Television Awards 2015 : Meilleure actrice dans une mini série ou un téléfilm pour American Crime
- Gold Derby Awards 2015 : Meilleure actrice dans une mini série ou un téléfilm pour American Crime
- Online Film & Television Association 2015 : Meilleure actrice dans une mini série ou un téléfilm pour American Crime
- Primetime Emmy Awards 2015 : meilleure actrice dans une mini-série ou un téléfilm pour American Crime
- Satellite Awards 2015 : Meilleure actrice dans une série dramatique pour American Crime
- Awards Circuit Community Awards 2016 : Meilleure actrice dans une mini série ou un téléfilm pour American Crime
- Critics' Choice Television Awards 2016 : Meilleure actrice dans une mini série ou un téléfilm pour American Crime
- Golden Globes 2016 : Meilleure actrice dans une mini série ou un téléfilm pour American Crime
- Gold Derby Awards 2016 : Meilleure actrice dans une mini série ou un téléfilm pour American Crime
- Online Film & Television Association 2016 : Meilleure actrice dans une mini série ou un téléfilm pour American Crime
- Primetime Emmy Awards 2016 : meilleure actrice dans une mini-série ou un téléfilm pour American Crime
- Satellite Awards 2016 : Meilleure actrice dans une série dramatique pour American Crime
- Primetime Emmy Awards 2017 : meilleure actrice dans une mini-série ou un téléfilm pour American Crime
- Golden Globes 2017 : Meilleure actrice dans une mini série ou un téléfilm pour American Crime
- Screen Actor Guild Awards 2017 : meilleure actrice dans une mini-série ou un téléfilm pour American Crime
- Online Film & Television Association 2017 : Meilleure actrice dans une mini série ou un téléfilm pour American Crime

## Voix francophones
En France, Danièle Douet est la voix régulière de Felicity Huffman,, depuis le décès de Caroline Beaune.